# Georg Schmidt-Rohr
Georg Schmidt-Rohr (* 24. Juli 1890 in Frankfurt (Oder); † Ende Februar 1945 bei Meseritz verschollen, am 18. September 1949 für tot erklärt) war ein deutscher Germanist und Soziologe. Im nationalsozialistischen Deutschland arbeitete er an der Grundlegung einer nationalbiologischen Sprachsoziologie und war Leiter der sprachsoziologischen Abteilung der SS im SS-Ahnenerbe.

## Werdegang
Nach dem Abitur in Frankfurt/Oder studierte Georg Schmidt (der ab 1931 den Nachnamen Schmidt-Rohr verwendete und dies 1937 amtlich ändern ließ) ab 1910 Germanistik und Neuere Sprachen, erst an der Universität Berlin, seit 1911 dann an der Universität Jena. Er erwarb das Staatsexamen 1913 und nahm von 1914 bis 1918 als Freiwilliger am Ersten Weltkrieg teil. Während des Krieges wurde er 1916 mit einer Arbeit über Die Aufgaben der militärischen Jugendpflege in pädagogischer Beleuchtung zum Dr. phil promoviert. Seit 1920 war er als Studienrat in Frankfurt/Oder tätig. Seine Lehrertätigkeit wurde durch viele Studienreisen unterbrochen.
Schmidt war seit frühester Jugend in der Wandervogelbewegung aktiv, in der er es auch zu überregionalen Führungspositionen brachte. Er war Mitbegründer des Kronacher Bundes alter Wandervögel.
1926 wurde sein Sohn Ulrich Schmidt-Rohr geboren.
1932 erschien sein Hauptwerk Die Sprache als Bildnerin der Völker. Die darin präsentierte Kritik am Rassegedanken führte zu einer breiten öffentlichen Diskussion und zu einem Ausschlussverfahren der NSDAP, der er seit 1933 angehörte. Das Verfahren wurde eingestellt, Schmidt-Rohr galt aber weiterhin als politisch unzuverlässig, obwohl er sich in mehreren NS-Organisationen, wie seit 1934 im NSKK und dem Bund Deutscher Osten engagierte. 1937 schrieb er in einem Beitrag Rasse und Sprache in der Zeitschrift für Deutschkunde: „Die Gesamtheit der vielfältigen unterschiedlichen Rassebegabungen, die im deutschen Volk vertreten ist, ist das deutsche Blut.“
1939 wurde er öffentlich rehabilitiert, seit 1940 war er für den Sicherheitsdienst des Reichsführers SS tätig.
In seinem Beitrag Die Stellung der Sprache im nationalen Bewußtsein der Deutschen im Jahrbuch der deutschen Sprache aus dem Jahr 1941 gibt es folgende rassistische Aussage: „Erst die Bedrohungen auf der Blutebene riefen die Sorge und Forschung wach. Die Bedrohung war wesentlich von dreierlei Art: Sie zeigte sich als Überfremdung durch fremdes Blut und damit fremde Art, vor allem in dem Eindringen des Judentums.“
1943 wurde von der Forschungsgemeinschaft Deutsches Ahnenerbe eine Sprachsoziologische Abteilung eingerichtet, die Schmidt-Rohr leitete. Er arbeitete an einer nationalsozialistischen Theorie, die nicht rassentheoretisch, sondern sprachwissenschaftlich begründet war.
Schmidt-Rohr starb 1945 als Leiter einer Volkssturm-Einheit.

## Schriften (Auswahl)
- Unsere Muttersprache als Waffe und Werkzeug des deutschen Gedankens, Jena: Diederichs, 1917.
- Die Sprache als Bildnerin der Völker. Eine Wesens- und Lebenskunde der Volkstümer, Jena: Diederichs, 1932. (Überarbeitete Neuauflage erschienen als: Mutter Sprache. Vom Amt der Sprache bei der Volkswerdung. Jena: Diederichs, 1933)